# لودواسيا قصيرة
لودواسيا قصيرة (الاسم العلمي: Lodoicea humilis) هو نوع نباتي يتبع جنس اللودواسيا من فصيلة الفوفلية.